# گسیل میدانی الکترون
گسیل میدانی الکترون یا انتشار الکترون میدانی (به انگلیسی: Field electron emission) عبارت است از گسیل الکترون از سطح یک فلز در حضور میدان الکتریکی خارجی.
انتشار الکترون میدانی پدیده‌ای است که در آن الکترون‌ها از یک ماده، هنگامی که در یک میدان الکترواستاتیک قرار می‌گیرد، گسیل می‌شوند. رایج‌ترین کاربرد آن، انتشار الکترون از سطح یک جامد به درون خلاء است. با این حال، انتشار میدانی می‌تواند از سطوح جامد یا مایع، به درون خلاء، یک سیال (مانند هوا)، یا هر دی‌الکتریک غیررسانا یا با رسانایی ضعیف نیز رخ دهد. تحریک الکترون‌ها از باند ظرفیت به باند هدایت در نیمه‌هادی‌ها (اثر زنر) تحت تأثیر میدان نیز می‌تواند نوعی از انتشار میدانی در نظر گرفته شود.
انتشار میدانی در فلزات خالص در میدان‌های الکتریکی قوی رخ می‌دهد؛ گرادیان‌ها معمولاً بالاتر از ۱ گیگاولت بر متر هستند و به شدت به تابع کار بستگی دارند. در حالی که منابع الکترون مبتنی بر انتشار میدانی کاربردهای متعددی دارند، این پدیده اغلب به‌طور ناخواسته منبع اصلی شکست خلاء و پدیده‌های تخلیه الکتریکی است که مهندسان برای جلوگیری از آن تلاش می‌کنند. نمونه‌هایی از کاربردهای انتشار میدانی سطحی شامل ساخت منابع الکترون روشن برای میکروسکوپ‌های الکترونی با وضوح بالا یا تخلیه بارهای القایی از سفینه‌های فضایی است. دستگاه‌هایی که بارهای القایی را حذف می‌کنند، خنثی‌ساز بار نامیده می‌شوند.

## رژیم‌های انتشار الکترون
پدیده‌های مرتبط با اثر فوتوالکتریک سطحی، انتشار ترمویونی (یا اثر ریچاردسون-دوشمن) و "انتشار الکترونیکی سرد"، یعنی انتشار الکترون‌ها در میدان‌های الکتریکی ثابت (یا شبه‌ثابت) قوی، به‌طور مستقل از دهه ۱۸۸۰ تا ۱۹۳۰ کشف و مورد مطالعه قرار گرفتند. در زمینه مدرن، انتشار الکترون میدانی سرد (CFE) نامی است که به یک رژیم انتشار آماری خاص داده می‌شود که در آن الکترون‌ها در ساطع‌کننده ابتدا در تعادل ترمودینامیکی داخلی هستند و بیشتر الکترون‌های ساطع شده از طریق تونل‌زنی فاولر-نوردهایم از حالت‌های الکترونی نزدیک به سطح فرمی ساطع‌کننده فرار می‌کنند. (در مقابل، در رژیم انتشار شاتکی، بیشتر الکترون‌ها از بالای یک مانع کاهش‌یافته توسط میدان، از حالت‌هایی بسیار بالاتر از سطح فرمی، فرار می‌کنند) بسیاری از مواد جامد و مایع می‌توانند الکترون‌ها را در رژیم CFE گسیل کنند، اگر میدان الکتریکی با اندازه مناسب اعمال شود. هنگامی که اصطلاح "انتشار میدانی" بدون هیچ قیدی استفاده می‌شود، معمولاً به معنای "انتشار سرد" است. برای فلزات، رژیم CFE به خوبی بالاتر از دمای اتاق گسترش می‌یابد. رژیم‌های انتشار الکترون دیگری نیز وجود دارند (مانند "انتشار الکترون حرارتی" و "انتشار شاتکی") که نیاز به گرمایش خارجی قابل توجه ساطع‌کننده دارند. همچنین رژیم‌های انتشاری وجود دارند که در آن الکترون‌های داخلی در تعادل ترمودینامیکی نیستند و جریان انتشار، تا حدی یا به‌طور کامل، توسط تأمین الکترون‌ها به منطقه ساطع‌کننده تعیین می‌شود. فرایند انتشار غیرتعادلی از این نوع ممکن است انتشار (الکترون) میدانی نامیده شود اگر بیشتر الکترون‌ها از طریق تونل‌زنی فرار کنند، اما دقیقاً CFE نیست و به درستی با معادله‌ای از نوع فاولر-نوردهایم توصیف نمی‌شود.

## اصطلاحات تاریخی
از لحاظ تاریخی، پدیده انتشار الکترون میدانی با نام‌های مختلفی از جمله «اثر ائونا»، «انتشار خودالکترونی»، «انتشار سرد»، «انتشار کاتد سرد»، «انتشار میدانی» و «انتشار الکترون میدانی» شناخته شده است. در برخی زمینه‌ها (مانند مهندسی فضاپیما)، اصطلاح «انتشار میدانی» به انتشار یون‌های القایی توسط میدان (انتشار یون میدانی) اشاره دارد، نه الکترون‌ها، و به این دلیل که در برخی زمینه‌های نظری، «انتشار میدانی» به عنوان یک نام عمومی شامل هر دو انتشار الکترون میدانی و انتشار یون میدانی استفاده می‌شود. انتشار میدانی در اواخر دهه ۱۹۲۰ با استفاده از تونل‌زنی کوانتومی الکترون‌ها توضیح داده شد. این یکی از پیروزی‌های مکانیک کوانتومی نوظهور بود. نظریه انتشار میدانی از فلزات حجمی توسط رالف اچ. فاولر و لوتار ولفگانگ نوردهایم پیشنهاد شد. مجموعه‌ای از معادلات تقریبی، به نام معادلات فاولر-نوردهایم، به نام آنها نامگذاری شده است. دقیقاً، معادلات فاولر-نوردهایم فقط برای انتشار میدانی از فلزات حجمی و (با اصلاحات مناسب) برای سایر جامدات بلوری حجمی کاربرد دارند، اما اغلب - به عنوان یک تقریب خشن - برای توصیف انتشار میدانی از سایر مواد استفاده می‌شوند.
به نظر می‌رسد که تخلیه‌های الکتریکی گزارش شده توسط جی.اچ. وینکِلر در سال ۱۷۴۴، احتمالاً توسط انتشار الکترون میدانی (CFE) از الکترود سیمی او آغاز شده باشند. اما تحقیقات معنادار در این زمینه، باید منتظر شناسایی الکترون توسط جی.جی. تامسون در سال ۱۸۹۷ و درک این موضوع از طریق کارهای مربوط به انتشار حرارتی و فوتو-انتشار می‌ماند که الکترون‌ها می‌توانند از درون فلزات گسیل شوند (نه از مولکول‌های گاز جذب شده سطحی)، و اینکه – در غیاب میدان‌های اعمالی – الکترون‌های فرار کننده از فلزات باید بر یک تابع کار غلبه کنند. حداقل از سال ۱۹۱۳ گمان می‌رفت که انتشار القاء شده توسط میدان، یک اثر فیزیکی جداگانه است. با این حال، تنها پس از بهبود قابل توجه تکنیک‌های خلاء و تمیز کردن نمونه بود که این موضوع به خوبی تثبیت شد. لیلینفلد (که عمدتاً به منابع الکترون برای کاربردهای پزشکی اشعه ایکس علاقه‌مند بود) در سال ۱۹۲۲ اولین گزارش واضح را به زبان انگلیسی از پدیدارشناسی تجربی این اثر که او آن را «انتشار خودالکترونی» نامیده بود، منتشر کرد. او از حدود سال ۱۹۱۰ روی این موضوع در لایپزیگ کار می‌کرد.
پس از سال ۱۹۲۲، علاقه تجربی به این پدیده افزایش یافت، به ویژه در گروه‌های تحت رهبری میلیکان در مؤسسه فناوری کالیفرنیا (کالتک) در پاسادنا، کالیفرنیا، و توسط گاسلینگ در شرکت جنرال الکتریک در لندن. تلاش‌ها برای درک انتشار خودالکترونی شامل رسم داده‌های تجربی جریان-ولتاژ (i-V) به روش‌های مختلف بود تا به دنبال یک رابطه خطی مستقیم بگردند. جریان به صورت فوق‌خطی با ولتاژ افزایش می‌یافت، اما نمودارهای نوع Log(i) در مقابل V مستقیم نبودند. والتر اچ. شاتکی در سال ۱۹۲۳ پیشنهاد کرد که این اثر ممکن است به دلیل انتشار حرارتی بر روی یک مانع کاهش‌یافته توسط میدان باشد. اگر چنین بود، نمودارهای Log(i) در مقابل √V باید مستقیم می‌بودند، اما چنین نبود. همچنین، توضیح شاتکی با مشاهده تجربی وابستگی دمایی بسیار ضعیف در CFE سازگار نیست – نکته‌ای که در ابتدا نادیده گرفته شد.

### کشف رابطه خطی و نظریه فاولر-نوردهایم
یک پیشرفت بزرگ زمانی حاصل شد که سی.سی. لاریتسن (و به‌طور مستقل جی. رابرت اوپنهایمر) دریافتند که نمودارهای Log(i) در مقابل ۱/V خطوط مستقیم خوبی را به دست می‌دهند. این نتیجه توسط میلیکان و لاریتسن در اوایل سال ۱۹۱۹ منتشر شد. توضیح نظری و معادله اصلی از نوع فاولر-نوردهایم اندکی پس از آن ارائه شد. اوپنهایمر پیش‌بینی کرده بود که تونل‌زنی الکترون‌های القاء شده توسط میدان از اتم‌ها (اثری که اکنون یونش میدانی نامیده می‌شود) این وابستگی i(V) را خواهد داشت، و این وابستگی را در نتایج انتشار میدانی تجربی منتشر شده میلیکان و ایرینگ یافته بود، و پیشنهاد کرد که CFE به دلیل تونل‌زنی الکترون‌های القاء شده توسط میدان از اوربیتال‌های اتمی مانند در اتم‌های فلز سطحی است. نظریه جایگزین فاولر-نوردهایم، تونل‌زنی القاء شده توسط میدان را از حالت‌های نوع الکترون آزاد در آنچه که ما اکنون یک باند رسانایی فلز می‌نامیم، با حالت‌های الکترونی که مطابق با آمار فرمی-دیراک اشغال شده‌اند، پیشنهاد کرد. نظریه فاولر-نوردهایم هر دو یافته میلیکان-لاریتسن و وابستگی بسیار ضعیف جریان به دما را توضیح داد.

### تأیید نظریه باند الکترونی
اوپنهایمر جزئیات ریاضی نظریه خود را به‌طور جدی نادرست ارائه کرده بود. همچنین یک خطای عددی کوچک در معادله نهایی ارائه شده توسط نظریه فاولر-نوردهایم برای چگالی جریان CFE وجود داشت که در مقاله سال ۱۹۲۹ اصلاح شد. اگر میدان مانع در نظریه فاولر-نوردهایم ۱۹۲۸ دقیقاً با ولتاژ اعمال شده متناسب باشد و اگر ناحیه انتشار مستقل از ولتاژ باشد، آنگاه نظریه فاولر-نوردهایم ۱۹۲۸ پیش‌بینی می‌کند که نمودارهای Log(i/V2) در مقابل ۱/V باید خطوط مستقیم دقیق باشند. با این حال، تکنیک‌های تجربی معاصر نمی‌توانستند بین نتیجه نظری فاولر-نوردهایم و نتیجه تجربی میلیکان-لاریتسن تمایز قائل شوند. ادبیات فیزیک اغلب کار فاولر و نوردهایم را به عنوان اثباتی از تونل‌زنی الکترون، همان‌طور که توسط مکانیک موج پیش‌بینی شده بود، ارائه می‌دهد. در حالی که این صحیح است، مکانیک موج تا سال ۱۹۲۸ تا حد زیادی پذیرفته شده بود. در عوض، مقاله فاولر-نوردهایم در تثبیت نظریه باند الکترون مدرن انقلابی‌تر بود. قبل از سال ۱۹۲۸ این فرضیه وجود داشت که دو نوع الکترون، «ترمیون‌ها» و «الکترون‌های رسانایی»، در فلزات وجود دارند، و اینکه جریان‌های الکترونیکی گسیل شده حرارتی به دلیل گسیل ترمیون‌ها بودند، اما جریان‌های گسیل شده میدانی به دلیل گسیل الکترون‌های رسانایی بودند، تنها در سال ۱۹۲۷ سامرفلد استدلال کرد که آمار فرمی-دیراک در مورد رفتار الکترون‌ها در فلزات صدق می‌کند. کار فاولر-نوردهایم ۱۹۲۸ نشان داد که ترمیون‌ها نیازی به وجود به عنوان یک طبقه جداگانه از الکترون‌های داخلی ندارند: الکترون‌ها می‌توانند از یک باند واحد که مطابق با آمار فرمی-دیراک اشغال شده است، بیایند، اما تحت شرایط مختلف دما و میدان اعمال شده به روش‌های آماری متفاوت گسیل می‌شوند. موفقیت نظریه فاولر-نوردهایم کمک زیادی به تأیید صحت ایده‌های سامرفلد کرد. به‌طور خاص، معادله اصلی از نوع فاولر-نوردهایم یکی از اولین مواردی بود که پیامدهای آماری-مکانیکی وجود اسپین الکترون را در نظریه یک اثر ماده چگالیده تجربی گنجاند. مقاله فاولر-نوردهایم همچنین اساس فیزیکی برای یک درمان یکپارچه انتشار الکترون القاء شده توسط میدان و القاء شده حرارتی را ایجاد کرد. ایده‌های اوپنهایمر، فاولر و نوردهایم همچنین محرک مهمی برای توسعه نظریه واپاشی رادیواکتیو هسته‌ها (توسط تونل‌زنی ذرات آلفا) توسط جورج گاموف، و رونالد دبلیو. گورنی و ادوارد کوندون، بعدها در سال ۱۹۲۸، بود.

## برای مطالعهٔ بیشتر
اطلاعات عمومی
- W. Zhu, ed. (2001). Vacuum Microelectronics. Wiley, New York.
- G.N. Fursey (2005). Field Emission in Vacuum Microelectronics. Kluwer Academic, New York. ISBN 0-306-47450-6.

نفوذ به میدان و خم شدن نوار (نیم‌رسانا)
- Seiwatz, Ruth; Green, Mino (1958). "Space Charge Calculations for Semiconductors". Journal of Applied Physics. 29 (7): 1034. Bibcode:1958JAP....29.1034S. doi:10.1063/1.1723358.
- A. Many, Y. Goldstein, and N.B. Grover, Semiconductor Surfaces (North Holland, Amsterdam, 1965).
- W. Mönsch, Semiconductor Surfaces and Interfaces (Springer, Berlin, 1995).
- Peng, Jie; Li, Zhibing; He, Chunshan; Chen, Guihua; Wang, Weiliang; Deng, Shaozhi; Xu, Ningsheng; Zheng, Xiao; Chen, GuanHua; Edgcombe, Chris J.; Forbes, Richard G. (2008). "The roles of apex dipoles and field penetration in the physics of charged, field emitting, single-walled carbon nanotubes". Journal of Applied Physics. AIP Publishing. 104 (1): 014310. arXiv:cond-mat/0612600. doi:10.1063/1.2946449. ISSN 0021-8979.

میدان گسیلیده بار-فضایی خلاء
- Barbour, J. P.; Dolan, W. W.; Trolan, J. K.; Martin, E. E.; Dyke, W. P. (1953). "Space-Charge Effects in Field Emission". Physical Review. 92 (1): 45–51. Bibcode:1953PhRv...92...45B. doi:10.1103/PhysRev.92.45.

گسیل میدان در دمای بالا و گسیل میدان-نوری
- Jensen, Kevin (2007). Electron emission physics. Advances in Imaging and Electron Physics. Vol. 149. San Diego: Academic Press. ISBN 978-0-12-374207-0. OCLC 647688316.

گسیل الکترون‌های پکشی میدان-القاءشده
- G.A. Mesyats, Explosive Electron Emission (URO Press, Ekaterinburg, 1998),

1. ↑  Sommerfeld, A. ; Beth, H. (1963). "Handbuch der Physik". Julius Springer-Verlag. 24.
2. ↑  Condon, E.U. (1978). "Tunneling – How It All Started". American Journal of Physics. 46 (4): 319–323. Bibcode:1978AmJPh..46..319C. doi:10.1119/1.11306.